# Albert Osterrieth
Albert Osterrieth (* 23. September 1865 in Straßburg; † 18. März 1926 in Berlin) war ein deutscher Rechtswissenschaftler, Publizist und Fachmann des gewerblichen Rechtsschutzes und Urheberschutzes.

## Leben
Albert Osterrieth war der Sohn des Tribunalrats Philippe Heinrich (Henri) Philipp Osterrieth (1806–1870) und der  Emilie Louise Caroline Therese Mathilde Rau (1827–1895). Osterrieth studierte als Halbwaise seit 1884 an den Universitäten Heidelberg und Berlin Rechtswissenschaft, wurde 1888 badischer Rechtspraktikant und 1892 badischer Referendar. Danach unternahm er 1892 bis 1893 Reisen nach Paris und London. 
1895 verließ er den badischen Staatsdienst und zog nach Berlin. Seitdem war er im internationalen Vereinsleben überwiegend für den Ausbau des internationalen Urheberrechts und des gewerblichen Rechtsschutzes tätig. Albert Osterrieth war u. a. Generalsekretär der deutschen Vereinigung für gewerblichen Rechtsschutz und Urheberrecht.
Osterrieth heiratete als 30-Jähriger am 2. Dezember 1895 in Karlsruhe die 8 Jahre jüngere Julie Marie Hélène Hausrath (1873–1945) und hatte mit ihr vier Kinder.

## Veröffentlichungen
Als Autor
- Lehrbuch des gewerblichen Rechtsschutzes. Deichert, Leipzig 1908.
- Altes und Neues zur Lehre vom Urheberrecht. Leipzig 1892.
- Die Geschichte des Urheberrechts in England. Leipzig 1895.
- Étude sur le barreau allemand. Paris 1895.
- Das Gesetz zur Bekämpfung des unlautern Wettbewerbs (= Taschen-Gesetzsammlung). C. Heymanns Verlag, Berlin 1896.
- Le projet d’une nouvelle loi allemande sur le droit d’auteur. Paris 1899.
- Bemerkungen zum Entwurf eines Gesetzes über das Verlagsrecht. Berlin 1901.
- Bemerkungen zum Entwurf eines Gesetzes, betreffend das Urheberrecht an Werken der Photographie. Berlin 1903.
- zusammen mit August Axster: Die internationale Übereinkunft zum Schutze des gewerblichen Eigentums vom 20. März 1883. Berlin 1903.
- zusammen mit August Axster: Die internationale Übereinkunft zum Schutze des gewerblichen Eigentums vom 20. März 1883 (Pariser Konvention). Lightning Source UK Ltd, 10. März 2012
- Das Urheberrecht an Werken der bildenden Kunste und der Photographie. Gesetz vom 9. Januar 1907. Berlin 1907.
- mit Jacob Wechsler: Berichte und Verhandlungen der Deutsch Oesterreichischen Gewerbeschutz Conferenz. Berlin 1896.
- Die Geschichte des Urheberrechts in England. Mit einer Darstellung des geltenden englischen Urheberrechts.
- Die Urheberrechtsvorlage und die Beschlüsse der XI. Reichstags-Kommission (I. Lesung).
- Die Ursachen und Ziele des europäischen Krieges. Puttkammer & Mühlbrecht, Berlin 1914

Als Herausgeber
- zusammen mit Josef Kohler und Paul Schmidt: Gewerblicher Rechtsschutz und Urheberrecht Berlin, seit 1896) und setzt die von Karl von Gareis (s. d.) begonnenen Sammelwerke fort:
- Die patentamtlichen und gerichtlichen Entscheidungen in Patentsachen. (Band 12 ff., das. 1899 ff.) und Patentgesetzgebung (Band 9 ff., das. 1902 ff.)